# Permalloy
Il permalloy è una lega metallica magnetica a base di ferro e nichel scoperta nel 1914 da Gustav Waldemar Elmen dei Bell Laboratories.
Costituita da circa 80% di nickel e 20% di ferro, ha elevata permeabilità magnetica, una significativa magnetoresistenza anisotropica, valori di piezomagnetismo prossimi allo zero, ed una bassa coercizione magnetica.

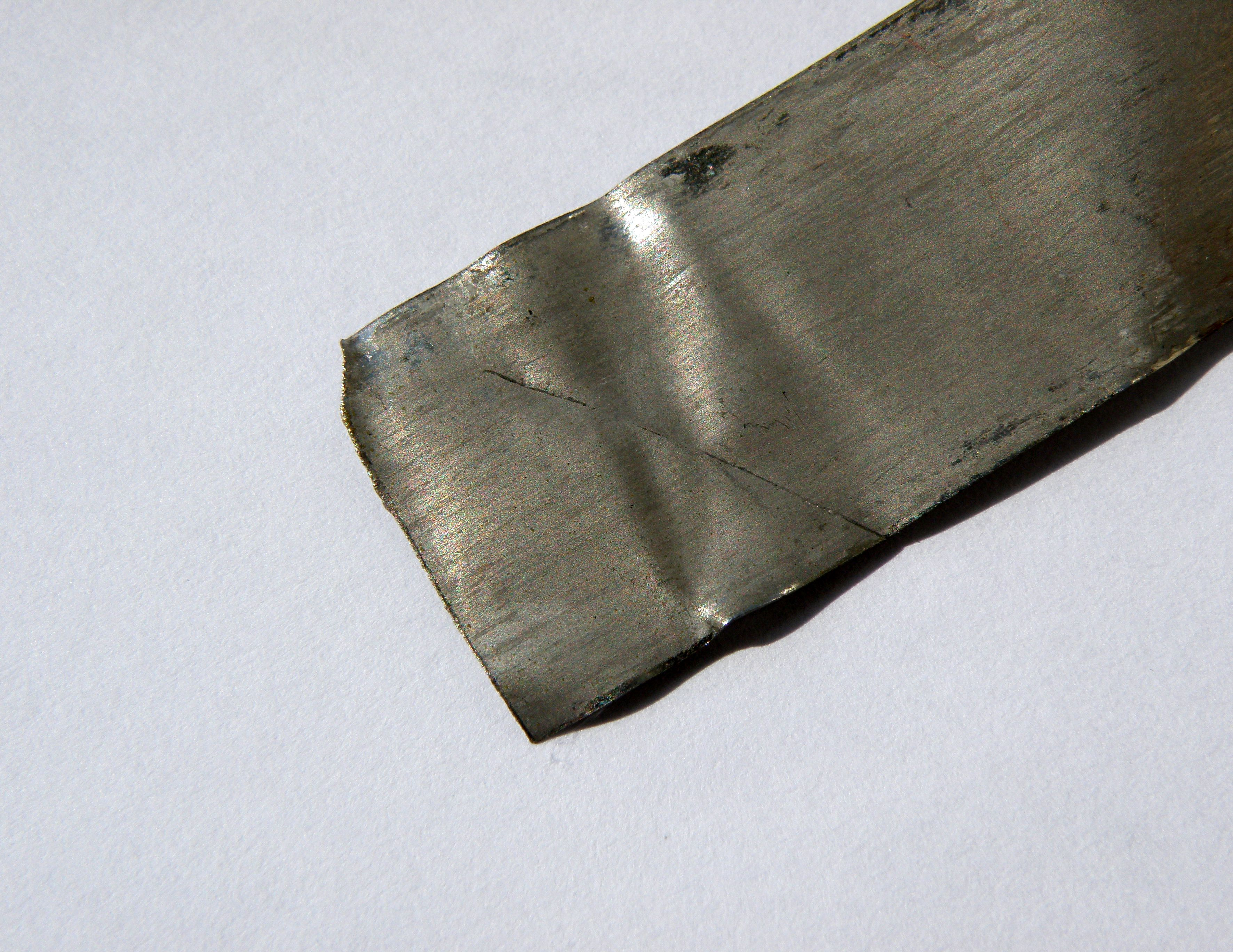
striscia di Permalloy

La lega Permalloy tipicamente ha permeabilità magnetica relative di circa 100.000, confrontata con migliaia di altre leghe metalliche.

## Utilizzi
Questa lega è utilizzata nei trasformatori e nelle testine dei registratori magnetici. Essa, inoltre, trova spazio nell'ambito riguardante i sensori, per la rilevazione e la misura di campi magnetici, di tipo anisotropo-magnetoresistivi (AMR). Caratteristiche del permalloy sono l'alta permeabilità magnetica, la bassa coercitività prossima allo zero, la magnetostrizione, la anisotropica magnetoresistenza. La magnetostrizione è un fattore critico per applicazioni industriali, causa di variazioni notevoli delle proprietà magnetiche. La resistività varia in un range del 5% dipendente dalla forza e dalla direzione del campo magnetico applicato. Permalloy ha struttura cristallina a facce cubiche centrate costante di circa 0,355 nm in concentrazioni di nichel prossime all'80%. Il Permalloy non è duttile o lavorabile, così gli utilizzi richiedono forme non complesse, come schermi magnetici.

## Storia

Cavo per telecomunicazioni con nastro in Permalloy avvolto in un esempio tipico di kraupinizzazione

Permalloy fu sviluppato agli inizi del XX secolo per compensare l'induttanza dei cavi del telegrafo.
Quando il primo cavo sottomarino transatlantico fu deposto con successo nel 1866, si capì che la lunghezza causava distorsione riducendo la velocità di trasmissione dei segnali elettrici e di conseguenza delle parole trasmesse 10/12 al minuto. La prima spiegazione teorica del motivo di questa distorsione fu fatta da Oliver Heaviside nel 1885. Il danese Carl Emil Krarup scoprì che avvolgendo un filo metallico, aumentava l'induttanza e facendola diventare una induttanza di carico. Il ferro non aveva abbastanza permeabilità per compensare il cavo. Così fu inventato il Permalloy nel 1914 da Gustav Waldemar Elmen. Più tardi nel 1923 scoprì che con un trattamento termico aumentava la permeabilità. Questo metodo di schermatura per i cavi nelle telecomunicazioni denominato kraupinizzazione rimase valido fino agli anni '30 del XX secolo.